# Ctenodactylus
Ctenodactylus är ett släkte av däggdjur. Ctenodactylus ingår i familjen kamfingerråttor.
Arterna når en kroppslängd (huvud och bål) av 160 till 208 mm, en svanslängd av 10 till 25 mm och en 175 till 290 g. Pälsen på ovansidan är gulbrun, ibland med rosa nyanser och undersidans päls är ljusare till vitaktig. Liksom andra familjemedlemmar har arterna en kam av borstar vid bakfotens mellersta tår. I motsats till östafrikansk gundi är svansen kortare än bakfoten. Honans fyra spenar är ordnade i par.
Dessa gnagare förekommer i norra Afrika från Marocko till Libyen. De lever i klippiga områden med glest fördelad växtlighet. Individerna springer ofta och de sitter flera gångar på platta stenar eller på träbitar och solbadar. Släktets medlemmar spelar ibland död när de överraskas av en fiende. Kommunikationen sker med kvittrande läten och genom att trumma med fötterna på marken. Arterna äter olika växtdelar och täcker vätskebehovet med dagg. Individerna bildar flockar med upp till 11 medlemmar där en eller två vuxna hannar ingår. De etablerar inga revir. Honor föder vanligen en kull per år med upp till tre ungar. Ungarna bär vid födelsen päls och de har öppna ögon. Könsmognaden infaller uppskattningsvis efter 9 till 12 månader. En hona i fångenskap blev 5 år gammal.
IUCN listar nordafrikansk gundi som livskraftig och ökengundi med kunskapsbrist.
Arter enligt Catalogue of Life och Wilson & Reeder (2005):
- Nordafrikansk gundi (Ctenodactylus gundi)
- Ökengundi (Ctenodactylus vali)